# 松下正治
松下 正治（まつした まさはる、英語：Masaharu Matsushita, 1912年9月17日 - 2012年7月16日）は、日本の実業家。パナソニック（旧・松下電器産業）の代表取締役社長、代表取締役会長、取締役相談役名誉会長を歴任した。位階は従三位。松下幸之助の娘婿。東京府出身。2018年現在、同社の歴代社長8人の中で唯一、関西以外の出身者（他は全て最終学歴まで関西育ち）である。

## 経歴
- 1935年 - 東京帝国大学卒業後、三井銀行入行[3][4]。
- 1940年4月22日 - 松下幸之助の娘・松下幸子と結婚し、松下電器産業（現・パナソニック）に入社[4]。
- 1947年10月 - 松下電器産業取締役就任。
- 1949年8月 - 松下電器産業代表取締役副社長就任。
- 1961年1月 - 松下電器産業代表取締役社長に就任[5]。
- 1961年7月 - 松下電工（後のパナソニック電工）取締役就任。
- 1977年2月 - 松下電器産業代表取締役会長就任。
- 2000年6月 - 松下電器産業取締役相談役名誉会長就任。
- 2004年2月 - 松下電工取締役退任。
- 2012年6月 - パナソニック取締役相談役名誉会長を退任。
- 2012年7月 - 老衰のため松下記念病院で死去[1][6]。99歳没。叙従三位[7]

## 受賞歴
- 1984年 - 勲一等瑞宝章
- 1997年 - 大英帝国勲章

## 家族・親族
- 祖父 - 平田東助[8]（伯爵[8]、枢密顧問官、内務大臣[8]）
- 外祖父 - 前田利昭[8]（子爵、七日市藩第12代藩主）
- 大おじ - 山縣伊三郎（公爵、逓信大臣、三重県知事、徳島県知事）
- 実父 - 平田松堂[8]（伯爵[8]、日本画家、東京美術学校教授）
- 伯父 - 前田利定（子爵、農商務大臣）
- 伯父 - 前田利為（侯爵、加賀前田家第16代当主、大日本帝国陸軍陸軍大将）
- 伯父 - 平田昇（海軍中将・侍従武官）
- 従伯父 - 伊東忠太（建築家、早稲田大学教授）
- 岳父 - 松下幸之助[8]（松下電器産業創業者、松下政経塾創立者）
- 従兄 - 前田利建（侯爵、加賀前田家第17代当主、宮内省式部官）
- 義弟 - 丹羽正治（松下電工名誉会長）
- 従妹 - 酒井美意子（評論家、ハクビ総合学院学長、酒井忠元の妻）
- 長男 - 松下正幸[8]（パナソニック取締役副会長）
- 次男 - 松下弘幸[8]【ヒロ松下】（元インディカーレーサー、代表取締役会長 スウィフト・エンジニアリング、スウィフト・エックスアイ
- 娘婿 - 関根恒雄（松下興産社長）
- 孫 - 関根大介（オープンドア創業者）

## 脚註
1. 1 2 3  YURI KAGEYAMA (2012年7月16日). “Former Panasonic president Matsushita dies at 99” (English). The Post and Courier. AP通信.  オリジナルの2018年10月23日時点におけるアーカイブ。 2018年10月24日閲覧。
2. ↑  立石 339ページ
3. ↑  パナソニック名誉会長、松下正治氏が死去　99歳 msn産経ニュース 2012年7月17日
4. 1 2  立石 340ページ
5. ↑  立石 343-345ページ
6. ↑  朝日新聞 2012年7月17日付朝刊 39面参照
7. ↑  官報本紙平成24年8月20日
8. 1 2 3 4 5 6 7 8 9  荒川 304-305ページ